# Odontosina morosa
Odontosina morosa är en fjärilsart som beskrevs av Sergius G. Kiriakoff 1963. Odontosina morosa ingår i släktet Odontosina och familjen tandspinnare. Inga underarter finns listade i Catalogue of Life.